# 베니토 아르춘디아
베니토 아르만도 아르춘디아 테예스(스페인어: Benito Armando Archundia Téllez, 1966년 3월 21일 ~ )는 멕시코의 축구 심판으로, 변호사와 경제학자를 겸하고 있다.
그는 1985년에 프로 심판으로 활동하기 시작했으며 1993년에 국제 축구 연맹으로부터 국제 심판 자격을 취득하였다. 이후 1994년 5월 28일에 열린 미국과 그리스의 경기에서 처음으로 국제 심판으로 활동하였다.
그는 2005년 FIFA 클럽 세계 선수권 대회에서 상파울루와 리버풀의 결승전 경기의 주심을 맡았으며 2009년 FIFA 클럽 월드컵에서 TP 마젬베와 오클랜드 시티의 5, 6위전 경기, 에스투디안테스와 바르셀로나의 결승전 경기의 주심을 맡았다. 또한 그는 2006년 FIFA 월드컵에서 브라질과 크로아티아, 프랑스와 대한민국, 체코와 이탈리아의 조별 예선 세 경기, 스위스와 우크라이나의 16강전 경기, 독일과 이탈리아의 준결승전 경기의 주심을 맡았으며 2010년 FIFA 월드컵에서 이탈리아와 파라과이, 포르투갈과 브라질의 조별 예선 두 경기, 우루과이와 독일의 3, 4위전 경기의 주심을 맡기도 하였다.